# Barbara Jaruzelska

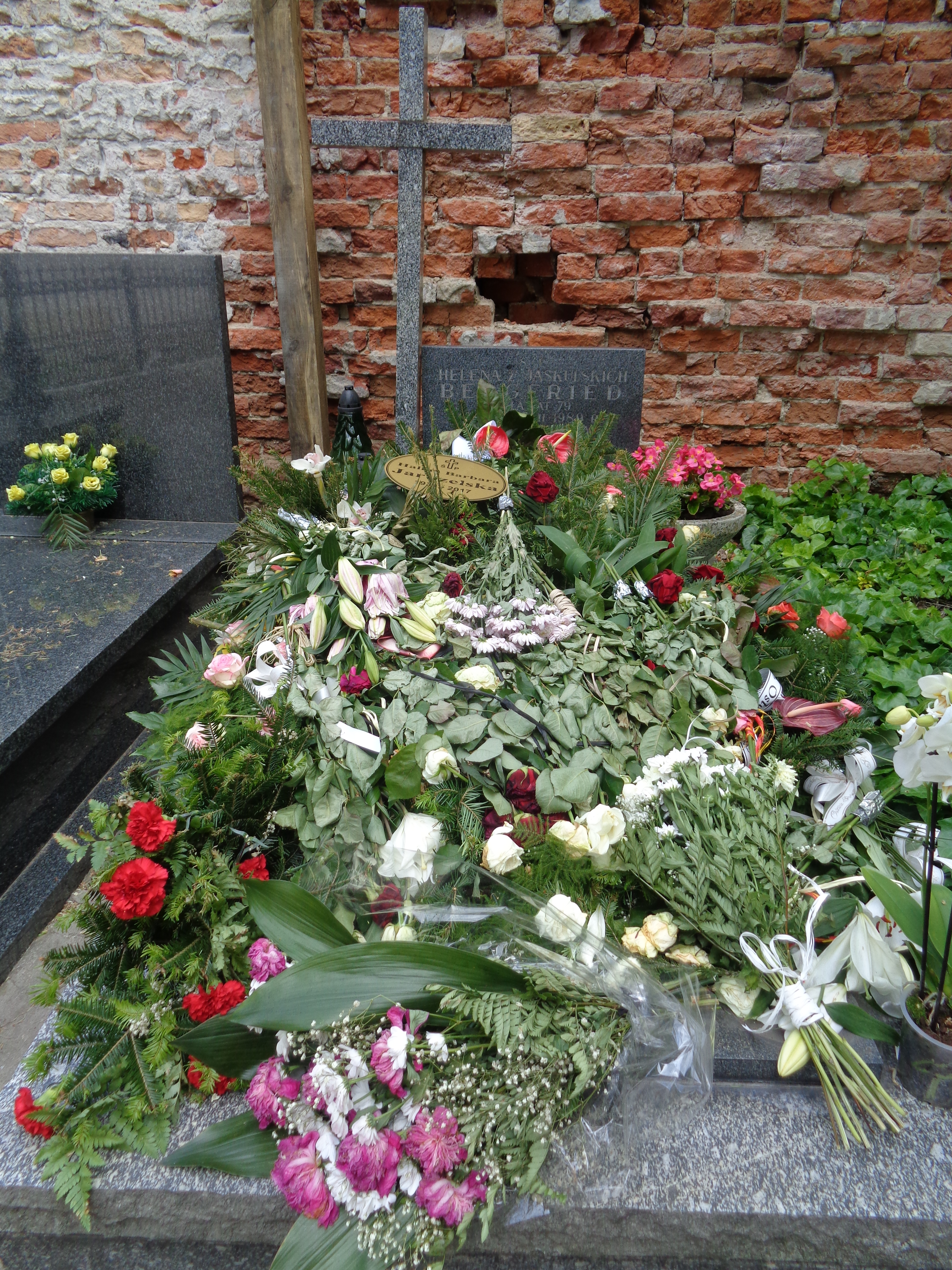
Grab von Barbara Jaruzelska

Halina Barbara Jaruzelska (* 23. Januar 1931 in Lublin, Zweite Polnische Republik als Halina Barbara Ryfa; † 29. Mai 2017 in Warschau) war eine polnische Hochschullehrerin an der Universität Warschau für das Fach Germanistik sowie die Ehefrau von Wojciech Jaruzelski. Zwischen 1985 und 1989 war sie First Lady der Volksrepublik Polen.

## Leben und Wirken
Barbara Jaruzelska kam 1931 in Lublin als einziges Kind von Helena Ryfa (geb. Jaskólska) und Czesław Ryfa, einem Bäcker und Förster, zur Welt. Zu der Zeit, als sie ihren zukünftigen Ehemann kennenlernte, war sie Künstlerin in einer militärischen Gesangs- und Tanzgruppe.
Das Paar heiratete 1960 in Stettin; zu dieser Zeit war Wojciech Jaruzelski Kommandeur der dort stationierten 12. mechanisierten Division der polnischen Armee. Es war Jaruzelskas zweite Ehe. Nach ihrer Heirat absolvierte sie ein Abendgymnasium. Zusammen bekamen sie eine Tochter namens Monika (* 1963), die als Modedesignerin tätig ist. Im Jahr 1969 schloss Babara Jaruzelska ihre Magisterarbeit zum Thema Approximative Deutschunterrichtssysteme in der Sekundarstufe ab. Bis vor ihrem Tod lebte sie einige Zeit mit ihrer Familie im Warschauer Stadtteil Mokotów, in einem Haus in der Ikara-Straße.
Am 29. Mai 2017 verstarb sie an einem Hirntumor und wurde auf dem Powązki-Friedhof beigesetzt.